# دوروفیوا
دوروفیوا (اوکراینی: Надія Володимирівна Дорофєєва؛ ۲۱ آوریل ۱۹۹۰ – ) خواننده، طراح مد، بازیگر، مجری، طراح، مجری تلویزیون، و یوتیوبر اهل اتحاد جماهیر شوروی سوسیالیستی بود. وی از سال ۲۰۰۵ میلادی تاکنون مشغول فعالیت بوده‌است.